# 佛朗哥·甘迪尼
佛朗哥·甘迪尼（義大利語：Franco Gandini，1936年7月28日—），意大利男子自行车运动员。他曾代表意大利参加1956年夏季奥林匹克运动会自行车比赛，获得男子团体追逐赛金牌。